# ハニーポット (ツーリズム)
ツーリズムにおけるハニーポット(honeypot)とは、観光地の環境や住民に負荷がかかる観光客の影響を緩和するための観光スポットのことである。
「ハニーポット」アプローチは観光産業を監督する国や自治体によって採用される。観光客を満足させつつ、大都市から遠ざけてインフラの脆弱な土地を守ることができるからである。たとえば影響を受けやすい生態系を観光客の影響から守るために（本来なりえた）観光地から離れた場所に公園をつくることがあげられる。地元に収入をもたらす観光客を一か所に集めることにより、その地域が栄え、またそれによって観光客にとって魅力的な場所になるというメリットもある。
一方でデメリットもある。ごみやいたずら、設備や交通インフラへの負荷など、人が過密になることで様々な問題が発生する。ハニーポットには、駐車場やショッピングセンター、公園、公衆トイレができ、それが観光客を引き寄せる。観光地のショッピングセンターであれば観光客向けの店舗がいくつも入っているものだが、その存在はショッピングセンター全体に「よそゆき」のこぎれいさを求める。たとえばイギリスのストラトフォード＝アポン＝エイヴォンにあるショップはほとんどが観光客を対象にしている。ある通りには、地元の人向けの店が5店舗、観光客相手の店が10店舗という比率で、地域経済において観光客の存在感をうかがわせる。
かつては活気のない中世さながらだった町が、近年では増え続ける大量の観光客を引き寄せており、観光客にとっての「ハニーポット」の典型の様相を呈している…。サンテニミーもまた同じような「役目を背負った」町だ。人をひきつけることで周辺のエリアへの影響を緩和している